# One Shot (EP)
Pour les articles homonymes, voir One Shot.
Albums de B.A.P
Stop It
(2012) Badman
(2013)
Singles
1. Rain Sound
Sortie : 15 janvier 2013
2. One Shot
Sortie : 12 février 2013

One Shot est le second mini-album du boys band sud-coréen B.A.P. Il est sorti le 12 février 2013 sous TS Entertainment.
L'album atteint la 1re place du Billboard World Albums Chart. Il se place au top du classement de téléchargement hip hop aux États-Unis, Canada et en Nouvelle-Zélande ainsi que dans le top dix de différents autres pays.

## Liste des pistes
| 1.    | Punch               | 3:29 |
| 2.    | One Shot            | 3:55 |
| 3.    | 빗소리 (Rain Sound) | 3:24 |
| 4.    | Coma                | 3:28 |
| 5.    | 0(Zero)             | 3:25 |
| 16:61 |                     |      |

## Classement

### Single charts
| Année | Titre        | Meilleures positions | Meilleures positions    |
| Année | Titre        | COR                  | COR                     |
| Année | Titre        | Gaon                 | Billboard K-pop Hot 100 |
| ----- | ------------ | -------------------- | ----------------------- |
| 2013  | "Rain Sound" | 15                   | 16                      |
| 2013  | "One Shot"   | 17                   | 20                      |

### Ventes
| Classement                      | Ventes          |
| ------------------------------- | --------------- |
| Gaon Physical Sales             | Plus de 84 415  |
| Gaon Digital Sales (Rain Sound) | Plus de 265 421 |
| Gaon Digital Sales (One Shot)   | Plus de 267 969 |